# Sakra (película)
Sakra (en chino simplificado, 天龙八部之乔峰传; en chino tradicional, 天龍八部之喬峯傳) es una película de artes marciales realizada en 2023 y dirigida por Donnie Yen, que también coprodujo la película junto con Wong Jing. Es una adaptación de la novela sobre wuxia titulada Demi-Gods and Semi-Devils y escrita por Jin Yong. La película está protagonizada por Donnie Yen, Chen Yuqi y Cya Liu, y se estrenó en plataformas OTT en China el Año Nuevo Chino de 2023. También se estrenó en cines de Malasia el 16 de enero de 2023.

## Argumento
Siendo un bebé, Qiao Feng, nacido en Kitán, pierde a sus padres y es enviado a criarse con una pareja del Imperio Song que está en guerra con el Imperio Liao liderado por Kitán. Cuando crece, y se convierte en el poderoso jefe de la Secta de los Mendigos, sigue utilizando las artes marciales en las batallas. Sin embargo, su esposa Señora Ma lo incrimina por el asesinato del subjefe Ma Dayuan, y es expulsado de la secta después de que descubren su origen. Pronto lo incriminan por los asesinatos de sus padres y de Xuanku, uno de los ancianos de la secta, cuando al encontrar sus reciente cadáveres, llegan testigos que le acusan de ello. Tras el asesinato de este último, se produce una pelea entre Qiao Feng y la Secta de los Mendigos. Se escapa mientras salva a la sirviente de Morong, Azhu, a quien se la ordenó robar el Yijin Jing de la secta.
Dado que Azhu se encuentra gravemente herida, Qiao Feng la lleva al doctor Xue Muhua para que la cure, y mientras los dos van conociéndose más durante el camino. Sin embargo, una vez que llegan a la Mansión Yu Xian, son rechazados. Para demostrar su dedicación a Azhu, Qiao Feng decide sacrificar su vida para salvar la de ella. Después de que Qiao Feng bebe con la Secta de los Mendigos para romper los lazos, lucha contra ellos. Cerca del final de la batalla, un Qiao Feng gravemente herido y a punto de sucumbir es salvado por una misteriosa persona que elimina a la mayoría de los agresores.
Xue Muhua decide curar a Azhu con la intención de retenerla hasta que regrese Qiao Feng por ella. Azhu termina escapando, quemando a Xue Muhua y su centro médico durante la huida. Mientras tanto, Qiao Feng comienza a cuestionarse su moralidad y sus orígenes después de matar a soldados song para salvar a los ciudadanos kitanos durante una tormenta de arena. Qiao Feng y Azhu pronto se reúnen y profesan su amor mutuo. Qiao Feng, que se ha rebautizado como Xiao Feng para reflejar su verdadera nacionalidad, comienza a buscar al "líder", responsable de la emboscada que mató a sus padres cuando él era un bebé. Azhu se hace pasar por la Señora Ma, la verdadera asesina de Ma Dayuan, y habla con Bai Shijing, quien es su cómplice. Al ver a través del disfraz de Azhu, él le miente y le dice que el emperador Dali, Duan Yengyun, es el líder.
Qiao Feng y Azhu se dirigen al Lago Espejo, donde descubren que Duan Yengyun ha concebido varios hijos con varias esposas, siendo Azhu una de sus hijas. Al enterarse de esto, Azhu evita que Qiao Feng mate a Duan Yengyun disfrazándose de él, lo que lleva a que la mate sin querer. Mientras lamenta la muerte de Azhu, Duan Yengyun le dice a Qiao Feng que él no es el líder.
Qiao Feng, que acaba siendo acompañado por la hermana de Azhu, Azi, se enfrenta a Bai Shijin y Kang Min. Pronto, llega el jefe de la familia Murong, Murong Fu, y su ejército, matando a Bai Shijin y Kang Min. Qiao Feng lucha contra Murong Fu mientras Azi derrota al ejército. En un momento de la batalla, un Qiao Feng herido casi pierde el conocimiento, pero puede levantarse y derrotar a Murong Fu tras recordar las enseñanzas de Buda cuando era joven. Una vez terminada la batalla, Azi y los miembros de la Secta de los Mendigos, que en ese momento llegan, observan cómo Qiao Feng se aleja galopando.
Algún tiempo después, Qiao Feng, como prometió, lleva los restos de Azhu al campo y la entierra como su esposa. Él confiesa que ella siempre estará con él mientras le brinda nuevas noticias sobre su familia, incluida la mudanza de su madre con su padre, su partida nuevamente y la desaparición de Azi para deambular por el mundo. Cuando Qiao Feng se va, la escena cambia y muestra cómo habría sido la vida si él y Azhu hubieran dejado todo atrás y hubieran criado ganado. Qiao Feng y Azi luego montan a caballo hacia un potencial ejército hostil.
En una escena a mitad de créditos, Murong Fu es revivido por su padre Murong Bu. En una segunda escena a mitad de créditos, Murong Bu visita a Qiao Yuanshan, el padre biológico de Qiao Feng, que sobrevivió al ataque del Líder, abandonó a Qiao Feng, asesinó a los padres adoptivos de Qiao Feng y a Xuanku, y salvó a Qiao Feng de la pelea en la Mansión Yu Xian.

## Reparto
- Donnie Yen como Qiao Feng
  - Yen también interpretó el papel de Xiao Yuanshan, el padre biológico de Qiao Feng.
- Chen Yuqi como Azhu
- Cya Liu como Azi
- Kara Wai como Ruan Xingzhu
- Wu Yue como Murong Fu
- Eddie Cheung como Duan Yengyun
- Grace Wong como Kang Min
- Du Yuming como Bai Shijing
- Ray Lui como Murong Bo
- Michelle Hu como la Sra. Xiao
- Tsui Siu Ming como Jiu Mozhi
- Cai Xiangyu como Abi
- Zhao Huawei como Duan Yu
- Yu Kang como Yu Jou
- Xu Xiangdong como Xuannan
- Yuen Cheung Yan como Xue Muhua

## Producción
La fotografía principal de la película comenzó el 27 de julio de 2022 y concluyó en octubre de 2022. En abril de 2022, la película se registró como "película distribuida vía web" en la Administración Nacional de Radio y Televisión de China. En mayo de 2022, se lanzó el primer póster conceptual durante el Festival de Cine de Cannes 2022. También se anunció el equipo de producción, incluido Donnie Yen como director, productor y elenco principal. En julio de 2022, Cya Liu indicó que se uniría al elenco durante la entrevista con Oriental Daily News. En agosto de 2022, Grace Wong publicó una foto en las redes sociales, mostrándose con una camiseta de Sakra en los Hengdian World Studios. En septiembre de 2022, se lanzó un videoclip de detrás de las escenas que muestra a Donnie Yen y Chen Yuqi. En octubre de 2022, la película finalizó su rodaje y pasó a la postproducción.

## Estreno
En diciembre de 2022, se anunciaba que el estreno de la película en las salas de cine malayas estaba previsto para el 16 de enero de 2023.

## Recepción
En el sitio web del agregador de reseñas Rotten Tomatoes se informa de un índice de aprobación del 70% en base a 20 reseñas. Simon Abrams de RogerEbert.com, por su parte, le dio a la película tres estrellas y la calificó como "una adaptación y un vehículo estelar sorprendentemente bien realizado".